# Follmannia
Follmannia is een geslacht van schimmels uit de familie Teloschistaceae. De typesoort is Follmannia rufa.

## Soorten
Volgens Index Fungorum telt het geslacht drie soorten (peildatum september 2023):
| Soortnaam                | Auteur(s)                         | Publicatiejaar |
| ------------------------ | --------------------------------- | -------------- |
| Follmannia orthoclada    | (Zahlbr.) Frödén, Arup & Søchting | 2013           |
| Follmannia rufa          | C.W. Dodge                        | 1967           |
| Follmannia suborthoclada | S.Y. Kondr. & Hur                 | 2020           |